# Les Bordes-sur-Lez

Les Bordes-sur-Lez este o comună în departamentul Ariège din sudul Franței. În 1 ianuarie 2018 avea o populație de 169 de locuitori.